# カリアク島
カリアク島（カリアクとう、Carriacou）はカリブ海のグレナディーン諸島にあるグレナダ領の島。島のすぐ近くはセントビンセントおよびグレナディーン諸島のグレナディーン諸島である。グレナディーン諸島の中では一番大きな島で面積は27.5km2である。人口は7400人、島の中心地はヒルズバラである。美しい浜辺とのんびりリラックスできるリゾート地となっている。